# تيم كاهيل (سياسي)
تيم كاهيل هو سياسي أمريكي، ولد في 1 ديسمبر 1958 في نوروود في الولايات المتحدة. نشط حزبياً في الحزب الديمقراطي. وقد انتخب Treasurer and Receiver-General of Massachusetts ‏.